# Millington-Gletscher
Der Millington-Gletscher ist ein 16 km langer und schmaler Gletscher in der antarktischen Ross Dependency. Im Königin-Maud-Gebirge fließt er von den Osthängen der Hughes Range östlich des Mount Valinski zum Ramsey-Gletscher. 
Das Advisory Committee on Antarctic Names benannte ihn 1966 nach Lieutenant Commander Richard E. Millington von der United States Navy, der bei der Operation Deep Freeze in den Jahren 1963 und 1964 als Arzt tätig war.